# Robert Cook
Robert Cook, FRCVS., PhD., Professor of Surgery Emeritus presso la Tufts University, Massachusetts (...), è un veterinario britannico laureato presso il Royal Veterinary College, Londra, nel 1952.
Successivamente, è stato membro di facoltà nei dipartimenti clinici presso corsi di medicina veterinaria in Gran Bretagna e negli Stati Uniti.

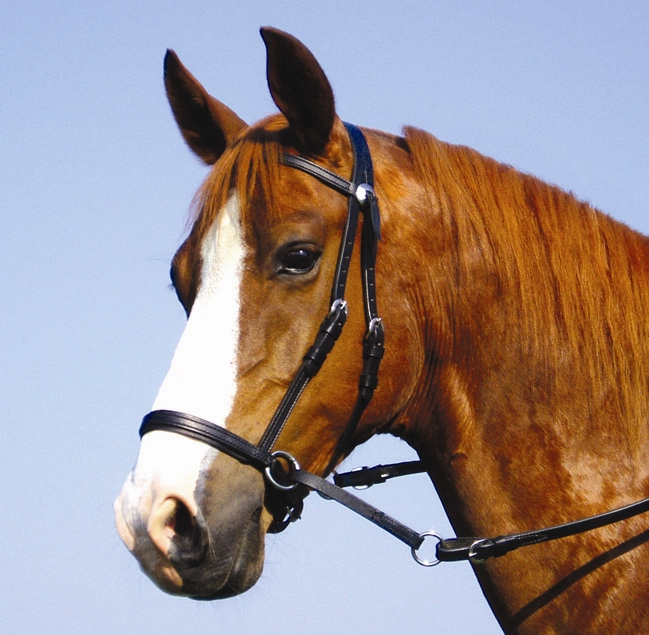
Fotografia di un cavallo realizzata dal Dr. Robert Cook

Cook ha pubblicato molti articoli, prevalentemente in tema di otorinolaringoiatria equestre, sia su riviste scientifiche che su riviste equestri. I suoi contributi hanno trattato vari argomenti:
- l'endoscopia diagnostica e interventistica equina
- l'origine polmonare del "sanguinamento nasale" nei cavalli da corsa (EIPH: Exercise induced pulmonary hemorrage) e i suoi rapporti con l'ostruzione delle vie respiratorie del cavallo
- l'anatomia e fisiologia delle alte vie respiratorie del cavallo
- le malattie della tasca gutturale
- l'intrappolamento epiglottico
- le relazioni fra passo e respirazione nel cavallo
- la neuropatia laringea ricorrente (recurrent laryngeal neuropathy, RLN)
- la paresi del palato molle (detta anche dislocazione dorsale del palato molle, dorsal displacement of the soft palate)
- la dislocazione laringeo-palatale (laryngo-palatal dislocation)
- la sindrome della testa scossa (headshaking syndrome) e le sue relazioni con la nevralgia trigeminale da morso
- il conflitto funzionale connesso alla presenza del morso in un cavallo durante l'attività
- il ruolo del morso nella paresi del palato molle sotto sforzo e nell'emorragia polmonare da asfissia (EIPH)

Dal 1997, il suo principale interesse è lo studio delle conseguenze negative dell'uso del morso come strumento di comunicazione con il cavallo. Basandosi sulla sua specifica esperienza professionale e scientifica, ha dimostrato che il morso è la causa diretta di molti problemi comportamentali del cavallo e di varie malattie, e che inoltre espone sia il cavallo che il cavaliere a seri incidenti. Ha concluso che ogni tipo di morso è controindicato, controproducente e, nelle mani sbagliate, potenzialmente crudele (is contraindicated, counterproductive and, in the wrong hands, potentially cruel ); ha studiato e brevettato (brevetto USA) un nuovo tipo di testiera senza morso, e oggi sta raccogliendo documentazione scientifica sugli effetti del suo uso e sulla sua efficacia nel prevenire importanti problemi e malattie del cavallo.